# جون هوارد بايل
جون هوارد بايل (بالإنجليزية: John Howard Pyle)‏ (و. 1906 – 1987 م) هو سياسي من الولايات المتحدة الأمريكية ولد في شيريدان.
وهو عضو في الحزب الجمهوري .